# Oblast Sverdlovsk
De oblast Sverdlovsk (Russisch: Свердловская область, Sverdlovskaja oblast) is een oblast (bestuurlijke eenheid) van Rusland. De oblast ligt in het federale district Oeral. De oblast heeft een oppervlakte van 194.226 km² en is daarmee de 18e van Rusland (1,14%). Met een bevolking van 4.486.214 inwoners is het de 5e van Rusland (3,09%). Omdat het grootste gedeelte van de oblast aan de Aziatische kant van de Oeral ligt, is het daarmee de dichtstbevolkte Russische regio in Azië. Jekaterinenburg is de hoofdstad van de oblast en tevens het bestuurlijk centrum van het federale district Oeral en de economische regio Oeral.

## Geschiedenis
In de vroege prehistorie werd het gebied vooral bevolkt door jagende nomaden. Rond 1230 werd het gebied op de Qipchak-stammen veroverd door Ogodei (de derde zoon van Dzjengis Khan) en ingelijfd in het Mongoolse Rijk. Het werd onderdeel van de Tartaarse Gouden Horde en later van het kanaat Kazan. Toen de Russen in 1552 Kazan veroverden op de islamitische Wolga-Tataren was de weg vrij voor verdere kolonisatie en vestiging in het gebied wat nu Aziatisch Rusland is.
Zie ook: Jermak, Geschiedenis van Siberië
De eerste nu nog bestaande Russische nederzettingen ontstonden aan het einde van de 16e, begin 17e eeuw. Voorbeelden zijn Verchotoerje (1598), Toerinsk (1600), Irbit (1633) en Alapajevsk (1639). Na de stichting van Jekaterinenburg in 1723 begon het gebied economisch steeds verder te groeien. In de 18e en 19e eeuw werd het het hart van de industrie van Rusland, door de rijkheid van het gebied aan ijzer en steenkool. Deze positie werd nog versterkt doordat in de Tweede Wereldoorlog veel belangrijke productiebedrijven vanuit Europees Rusland naar de Oeral werden verplaatst, om ze niet in handen te laten vallen van het oprukkende Duitse leger. Een daarvan was IMZ Ural, een belangrijke Russische motorfietsenproducent en een van de weinige in de wereld die zijspannen maakt voor motorfietsen.

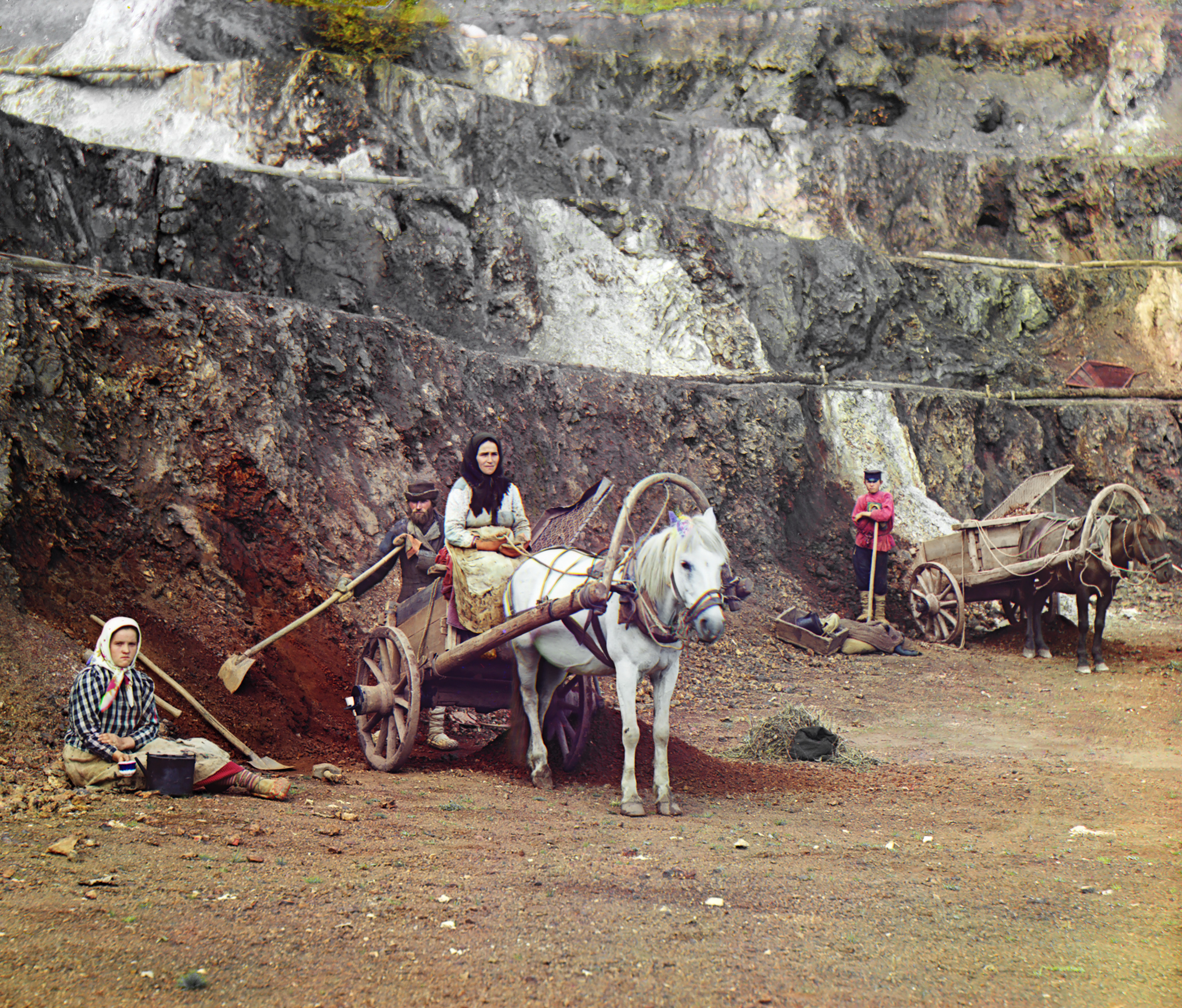
Bakalski-mijn bij Jekaterinenburg begin 20e eeuw
Foto: Prokoedin-Gorski

Waarschijnlijk op 16 juli 1918 had hier in Jekaterinburg de moord plaats op Romanov tsaar Nicolaas II en zijn familie door een groep bolsjewieken onder leiding van Jakov Joerovski in opdracht van Jakov Sverdlov.
Het gebied was gesloten voor buitenlanders gedurende een lange periode na de Tweede Wereldoorlog en op 1 mei 1960 werd hier de Amerikaanse spion Gary Powers neergeschoten, toen hij een verkenningsvlucht uitvoerde boven het gebied in zijn U-2 vliegtuig.
Na het uiteenvallen van de Sovjet-Unie in 1991 werd de regio weer opengesteld. Echter een aantal steden en kleinere plaatsen met bijvoorbeeld plutoniumopwerkingsfabrieken zijn nog steeds gesloten steden en niet voor iedereen toegankelijk. De grootste daarvan is Novo-oeralsk (96.000 inwoners). Andere plaatsen zoals Zaretsjny, waar de kerncentrale met snelle kweekreactoren staat, zijn wel opengesteld, maar worden nog of opnieuw bewaakt. Dit werd onder meer gedaan in verband met de kans op Tsjetsjeense aanslagen. Veel plaatsen zijn de titel 'gesloten stad' echter liever kwijt, bijvoorbeeld omdat inwoners van 'niet bestaande' plaatsen moeilijker verzekeringen kunnen afsluiten of handel kunnen bedrijven.
De oblast zelf werd gevormd op 17 januari 1934 uit de oblast Oeral. In de Tweede Wereldoorlog vormde de Oeral de belangrijkste defensiebasis van de Sovjet-Unie, waarbij bijvoorbeeld het wagonbedrijf Oeralvagonzavod een belangrijke rol speelde bij de levering van tanks. Bij de industrie werden ook veel Goelagdwangarbeiders, waaronder ook een aantal politieke en krijgsgevangenen, werden ingezet. Alleen al naar de oblast Sverdlovsk werden verder meer dan 200 bedrijven uit Europees Rusland geëvacueerd voor de voortzetting van de defensieindustrie. Na de oorlog bleven de meeste van deze bedrijven achter en vormden de basis van de verdere industriële ontwikkeling van de oblast.
Na het uiteenvallen van de Sovjet-Unie brak een grote crisis uit in de economie van de oblast. Staatsorders bleven uit en bedrijven kwamen soms volledig stil te liggen. De productie daalde met meer dan 60%. Vanuit Jekaterinenburg werden echter al snel relaties aangeknoopt met het buitenland en werd langzaam de industrie weer op gang geholpen. Veel bedrijven kwamen in handen van enkele grote oligarchen en zijn dat vaak nog steeds. In 2000 werd de oblast onderdeel van het Federaal District Oeral.
Om de oblast te voorzien van een toekomstige economische basis is onder andere het project Industriële Oeral - Arctische Oeral in werking gesteld, waarbij verbindingen naar de Subarctische Oeral, Arctische Oeral en de olie- en gasvelden van Chanto-Mansië en Jamalië moeten worden aangelegd. De noordelijke oostzijde van de Oeral (Subarctische en Arctische Oeral) moet hierbij een nieuw delfstoffengebied gaan worden, dat aangesloten wordt op de industriegebieden van de Oeral.

## Geografie en natuur
Het grootste gedeelte van de oblast ligt op de oostelijke hellingen van de Centrale en Noordelijke Oeral en het West-Siberisch Laagland. Alleen in het zuidwesten ligt de oblast ook over de westelijke hellingen van de Oeral (de Cis-Oeral) verspreid.

### Bergen
De hoogste bergtoppen zijn Konzjakovski Kamen (1569 m) en Denezjkin Kamen (1492 m) (onderdeel van zapovednik (natuurreservaat) Denezjkin Kamen) in de noordelijke deel van de Oeral. Het midden van de Oeral is met 300-500 meter een meer heuvelachtig landschap en kent geen echte bergtoppen.

### Rivieren
De belangrijkste rivieren zijn de Tavda, de Toera (zijrivieren van de Ob), de Tsjoesovaja en de Oefa (zijrivieren van de Kama).

### Grenzen
De oblast grenst aan de Russische oblasten Koergan, Tsjeljabinsk en Tjoemen, de kraj Perm, de Russische republieken Komi en Basjkortostan en aan het autonome district Chanto-Mansië.

### Klimaat
De regio kent een landklimaat met koude winters en relatief korte warme zomers. De temperatuur loopt uiteen van 's winters -15 °C tot -20 °C gemiddeld (met incidentele pieken tot -35 °C; in het verleden werden temperaturen lager dan -45 °C waargenomen) tot 19 °C gemiddeld in de zomer. Zomers kan de temperatuur overigens ook makkelijk oplopen tot boven de 30 °C.

### Vervuiling
Gedeelten van de oblast zijn zwaar vervuild door lozingen van de vele industrieën. Tot de steden met de grootste luchtvervuiling behoren Nizjni Tagil, Krasnotoerinsk en Pervo-oeralsk. De grootste luchtvervuiler is echter de waterkrachtcentrale Reftinski ten noordoosten van Asbest bij het gelijknamige dorpje Reftinski, die alleen goed is voor 20% van alle luchtvervuiling. Ook veel rivieren zijn vervuild. De Tetsjarivier voerde decennialang vanuit het nucleaire complex Majak radioactieve stoffen naar de Iset.

## Economie
De oblast kent de laatste jaren een sterke economische groei en is na de regio rond Moskou de tweede economische regio van Rusland.
De regio is erg rijk aan grondstoffen, voornamelijk in metalen als ijzer, koper, aluminium, goud en platina. Ook mineralen (asbest, (half)edelstenen en talk (voor talkpoeder)), marmer, olie en steenkool komen er voor. In de 18e en 19e eeuw was mede daardoor in deze oblast het grootste gedeelte van de Russische industrie gevestigd. Zie ook de geschiedenis hierboven.
Productie en vestiging van bedrijven zijn er goedkoper dan in Moskou en bovendien worden de afzetmarkten ten oosten van de oblast in toenemende mate als interessant gezien. Dit heeft veel internationale bedrijven aangetrokken als Coca-Cola, Pepsi-Cola, Xerox, Procter & Gamble, Lufthansa, Nestlé, DHL, IKEA en Heineken. Heineken nam in mei 2005 de regionale bierbrouwer Patra over, die toen 17% van het Russische bier produceerde.
De belangrijkste exportproducten zijn metaal, chemische producten, machines en hout. Het is de tweede industriële regio na de regio rond Moskou. Ongeveer 12% van de ijzer- en staalindustrie bevindt zich in de regio.
De laatste jaren komen ook steeds meer Chinese bedrijven naar de regio. Voor de toekomst richt de oblast zich onder andere op Chanto-Mansië, waarmee betere verbindingen worden aangelegd, mede in het kader van het megaproject Industriële Oeral - Arctische Oeral, dat in 2005 werd opgezet. De grotere economische samenwerking met deze regio is terug te zien in een vergroting van de kapitaalstromen tussen beide deelgebieden; in 2002 was dit 22 miljoen roebel en in 2006 reeds 12 miljard roebel. Voor de toekomst wordt geprobeerd om de delfstoffen die worden gewonnen in Chanto-Mansië te laten verwerken in de fabrieken van de Centrale Oeral, daar deze na eeuwenlange mijnbouw in de oblast Sverdlovsk hun delfstoffen steeds minder uit de oblast zelf kunnen betrekken en bovendien gedeeltelijk nog steeds onder hun productiecapaciteit werken.
De oblast kent mede door zijn geschiedenis een goed transportnetwerk. Zowel wegen en spoorwegen als het vliegtuigtransport zijn goed ontwikkeld. Ook de trans-Siberische spoorlijn loopt erdoor, met als knooppunt Jekaterinenburg. Luchtvaartmaatschappijen hebben het gebied ook ontdekt en grote luchtvaartmaatschappijen als Lufthansa, British Airways, CSA en Finnair vliegen op de regionale luchthaven Koltsovo. Ook Malev startte in 2004 een lijndienst, maar stopte echter al na een paar maanden. In 2006 wil Malev het echter opnieuw proberen.

## Bestuurlijke indeling
De oblast Sverdlovsk bestaat uit de 30 districten (Russisch: rajons/районы) en een aantal andere vormen van gemeentelijk bestuur. Deze zijn onderverdeeld in een hoofdstedelijke regio en 5 bestuurlijke regio's (Noordelijk, Zuidelijk, Oostelijk, Westelijk en Mijnbouw-Metallurgisch).
Ongeveer 28% van de bevolking woont in Jekaterinenburg.

## Demografie
De bevolking werd bij de volkstelling van 2002 geregistreerd op 4.486.214 inwoners en is evenals veel andere Russische gebieden bezig te dalen door migratie, gezondheidsproblemen en lage geboortecijfers. Eind april 2006 was de bevolking gedaald tot 4.409.700 Dit heeft tot gevolg dat veel kleine plaatsen leeglopen. Tussen 2001 en 2007 verdwenen 80 bewoonde plaatsen. In september 2007 werden 1843 dorpen geteld in de oblast.
|             | Urbaan    | Ruraal  |
| ----------- | --------- | ------- |
| Mannen      | 1.809.040 | 262.558 |
| Vrouwen     | 2.134.489 | 280.127 |
| Procentueel | 87,90%    | 12,10%  |

De bevolking is veelal hoogopgeleid. De regio kent ongeveer 1000 doctoren en 5000 wetenschappers, hetgeen ook tot uiting komt in het relatief hoge aantal wetenschappelijke instituten (22).
Bij de vraag naar de etnische achtergrond werden 148 verschillende etnische groepen genoemd, waaronder:
| Nationaliteit        | Procentueel |
| -------------------- | ----------- |
| Russisch             | 89,23%      |
| Wolga-Tataars        | 3,75%       |
| Oekraïens            | 1,24%       |
| Basjkiers            | 0,83%       |
| Niet aangegeven      | 0,65%       |
| Mari                 | 0,62%       |
| Duits                | 0,50%       |
| volledige lijst (ru) |             |

| 1926      | 1939      | 1959      | 1970      | 1979      | 1989      | 2002      |
| --------- | --------- | --------- | --------- | --------- | --------- | --------- |
| 1.716.000 | 2.511.309 | 4.044.416 | 4.319.741 | 4.454.508 | 4.706.763 | 4.486.214 |

## Politiek
Aan het hoofd van de oblast staat de gouverneur. Deze benoemt de regering (ministeries en departementen; wetgevende macht) en de eerste minister. Voor het benoemen van de eerste minister is echter toestemming vereist van het huis van afgevaardigden en de gouverneur kan een kandidaat voor deze post slechts twee maal nomineren. Hij kan echter wel na drie mislukte pogingen om een eerste minister te vinden het huis van afgevaardigden ontbinden.
De wetgevende macht bestaat uit de oblastdoema (lagerhuis) en het huis van afgevaardigden (hogerhuis).
De oblastdoema bestaat uit 28 leden verdeeld over verschillende politieke partijen. Elke 2 jaar wordt de helft van de leden van de doema verkozen, voor een periode van 4 jaar.
Het huis van afgevaardigden bestaat uit 21 leden die worden verkozen via een districtenstelsel (waarbij per district de kandidaat die meer dan 50% van de stemmen krijgt wordt gekozen).
De regionale regering heeft zich te houden aan de regionale grondwet (aangenomen op 17 december 1994), waarvoor een grondwettelijk hof is ingesteld, dat de wetten toetst aan de regionale grondwet. Het bestaan van dit soort hoven, die vaak buiten de federale wetgeving om werken, is te danken aan de beginjaren van het nieuwe Rusland, toen veel van dit soort instellingen ontstonden doordat een sterke federale overheid ontbrak. President Poetin probeert sinds 2000 de macht van regionale overheden te beperken door vertrouwelingen aan te stellen als gouverneurs-generaal van de federale districten. Zij zijn onder andere verantwoordelijk voor het vormen van een eenheid van wetgeving in heel Rusland en het opheffen van wetten die hiermee in strijd zijn.
In 2004 vaardigde Poetin bovendien een decreet uit als gevolg waarvan gouverneurs voortaan door de federale president worden aangesteld en niet langer gekozen door de regionale bevolking. Gouverneurs werden voor 2004 gekozen voor een periode van 4 jaar. De huidige gouverneur is Eduard Rossel. Hij is de langst verkozen gouverneur van Rusland (sinds 1995). Hij werd eerst aangesteld in 1991 en afgezet in 1993. In 1995 werd hij na verkiezingen verkozen en in 1999 en 2004 herkozen.